# ホルヘ・マヌエル・テオトコプリの肖像
『ホルヘ・マヌエル・テオトコプリの肖像』（ホルヘ・マヌエル・テオトコプリのしょうぞう、西: Retrato de Jorge Manuel Theotocópuli、英: Portrait of Jorge Manuel Theotocópuli）は、クレタ島出身のマニエリスム期スペインの巨匠エル・グレコが1597-1603年ごろにキャンバス上に油彩で制作した肖像画である。19世紀の間は、エル・グレコの自画像であるとみなされていたが、画家の息子であり、協力者であったホルヘ・マヌエル・テオトコプリを描いている作品である。この優雅な肖像画には、父エル・グレコの息子ホルヘ・マヌエルへの愛情を見ることができる。作品は現在、セビーリャ美術館に所蔵されている。

## 作品
ホルヘ・マヌエル・テオトコプリは、画家エル・グレコが謎の女性ヘロニマ・デ・ラス・クエバス (Jerónima de las Cuevas) との間にもうけた1人息子である。画家の父と兄の名を借りて、ホルヘ・マヌエルと名付けられた。その姿は、子供のころから時に画家の作品に登場している。エル・グレコは、息子に画家、彫刻家、そして建築家としての手ほどきを授けたようである。ホルヘ・マヌエルは、後に父のエル・グレコと多くの作品を共同で制作した。トレドのタベーラ施療院にある『キリストの洗礼』などエル・グレコが死亡時に未完成のまま残した作品もホルヘ・マヌエルが完成させたものである。
この肖像画で、ホルヘ・マヌエルはイリェスカスのカリダー施療院にある『慈愛の聖母』中の右端の青年 (ホルヘ・マヌエルとされる) と同じ黒い服と、フェリペ3世 (スペイン王) が導入した白いひだ襟を身に着けて、暗色の背景の前に描かれている。彼は手に絵筆とパレットを持っているが、この絵画様式はヴェネツィア派絵画と共通している。画家という職業を自由学芸の1つとして礼賛するかのような肖像画である。実際に、絵画芸術の尊厳を強調する作品であることは、絵画芸術が紳士の芸術であることを示唆するような絵筆を持つ仕草、パレットと数本の絵筆を持つポーズに裏づけられている。
なお、ホルヘ・マヌエルが持つパレットには4種類の色しか置かれていないが、それは本作が地塗りも含めて、ほとんどこの4種類の色で描かれていることを誇らしげに示しているのであろう。色彩画家エル・グレコの面目躍如たる作品である。

## ギャラリー

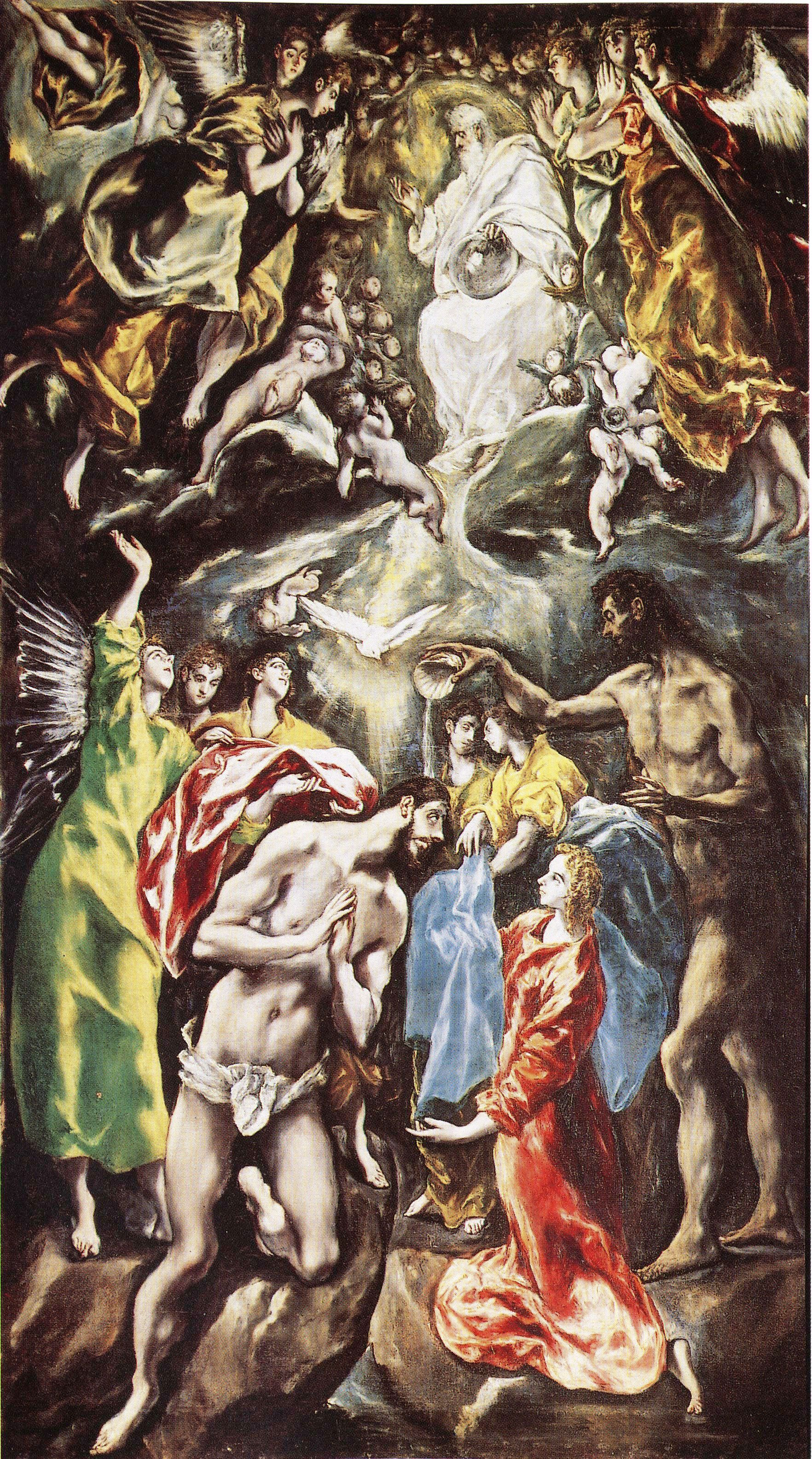
『キリストの洗礼』、1608-1622年ごろ、タベーラ施療院、トレド
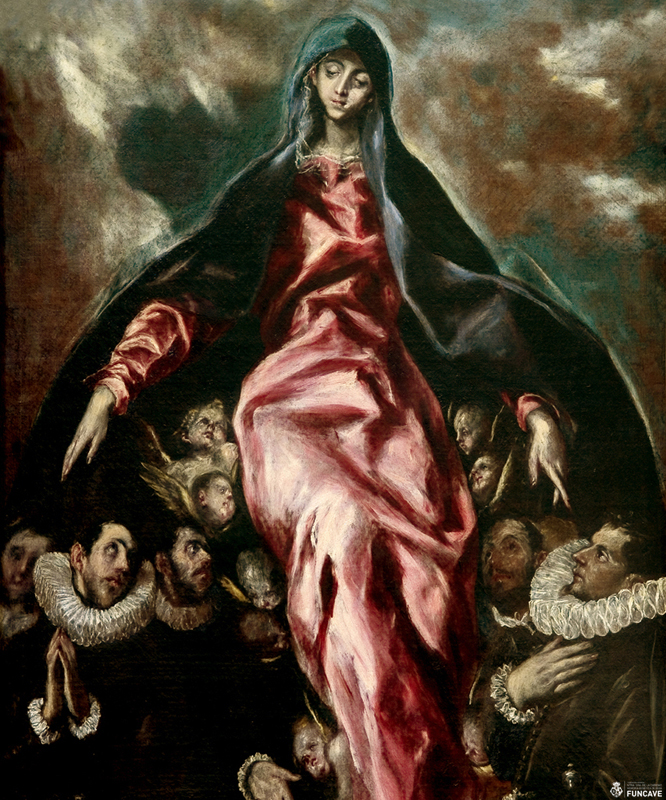
『慈愛の聖母』、1603-1605年ごろ、カリダー施療院（スペイン語版）、イリェスカス（英語版）